# Cârciumărești, Argeș
Cârciumărești este un sat în comuna Leordeni din județul Argeș, Muntenia, România.